# Bertuğ Yıldırım
Bertuğ Özgür Yıldırım (* 12. Juli 2002 in Kağıthane) ist ein türkischer Fußballspieler. Er steht seit August 2023 beim französischen Fußballverein Stade Rennes unter Vertrag und ist A-Nationalspieler. Aktuell ist er an den FC Getafe ausgeliehen.

## Leben
Yıldırım kam 2002 als Sohn des damaligen Fußballspielers Savaş Yıldırım aus Trabzon und einer Balkantürkin in der Ortschaft Kağıthane der marmarischen Großstadtkommune Istanbul zur Welt. Mit zehn Jahren besuchte er die Fußballschule von Sarıyer SK.

## Karriere
Yıldırım ist ein 1,91 Meter großer rechtsfüßiger Stürmer. Er agiert primär als Mittelstürmer, kann auch als Außenstürmer spielen und laut einem seiner Jugendtrainer ist er ein ehrgeiziger Fußballspieler wie sein Vater, ein ehemaliger Fußballspieler, der bei mehreren türkischen Dritt- und Viertligisten spielte.

### Vereine
Mit dem Vereinsfußball begann Yıldırım 2013 als lizenzierter Nachwuchsspieler in seiner Kindheit beim Istanbuler Verein Sarıyer SK, wobei er zuvor schon deren Fußballschule besuchte. Er kam mit mehreren Sarıyer-Jugendauswahlen in regionalen Entwicklungsligen der Türkischen Fußball Föderation zum Einsatz. Dort überzeugte er und erhielt Anfang März 2019 während der Saison 2018/19 mit 16 Jahren beim Drittligisten seinen ersten Profivertrag. Am Saisonende 2018/19 kam Yıldırım mit 16 Jahren zu seinem Profispieldebüt und dies in der Startformation. In der Folgesaison kam er vor allem in der U19-Juniorenmannschaft von Sarıyer SK zum Einsatz, nebenbei kam Yıldırım sporadisch zu einem weiteren Profieinsatz. In TFF 2. Lig 2020/21 etablierte er sich mit 18 Jahren ab Oktober 2020 als regelmäßiger Einwechselspieler und entwickelte sich gegen Saisonende weiter zu einem Stammspieler in der Startformation.
Nach Saisonende 2020/21 und Vertragsende wechselte Yıldırım im Juni 2021 zur Saison 2021/22 zum Ligasechsten der vergangenen Süper-Lig-Saison Hatayspor. In seiner ersten Saison beim Süper-Ligisten fungierte er mit 19 Jahren vor allem als Einwechselspieler, nebenbei wurde Yıldırım bis Ende 2021 auch sporadisch bei den U19-Junioren in der türkischen U19-Junioren-Meisterschaft eingesetzt. Aufgrund eines Erdbebens im südlichsten Teil der Türkei im Februar 2023 konnte er mit seinem Verein die Saison 2022/23 nicht regulär beenden, weil sich der Verein aus dem Spielbetrieb zurückzog. Dadurch entschieden sich Yıldırım und Hatayspor, ihn selbst bis zum Saisonende 2022/23 zum Ligakonkurrenten Antalyaspor zu verleihen. Bis zum Saisonende 2022/23 tat er sich im März und April 2023 für Antalya mit seinen erzielten Toren und Torvorlage als Jokerspieler hervor und gehörte zum Saisonende zu den besten Jokerspielern der Süper-Lig-Saison an.
Zur Saison 2023/24 kehrte Yıldırım zum weiterhin verbliebenen Süper-Ligisten Hatayspor zurück, für sie wurde explizit die Abstiegsregelung ausgesetzt und konnten den Spielbetrieb wiederaufnehmen. Nach seiner Leih-Rückkehr mit 21 Jahren wurde er auf Anhieb im August 2023 ausschließlich als Startformationsspieler eingesetzt. Nach dem sich Yıldırım zwischen März und Juni 2023 bei U21-Länderspielen der Türkei mit erzielten vier Toren in drei Einsätzen zu überzeugen wusste und sich darauffolgend auch beim Süper-Ligisten als Startformationsspieler etablierte, verpflichtete ihn der französische Erstligist und Europapokalteilnehmer Stade Rennes gegen Ende August 2023 für eine Ablösesumme in Höhe von 5,4 Millionen Euro für fünf Jahre bis 2028. Er soll als Ergänzungs- und Perspektivspieler im Spielerkader mit seiner 1,91 Meter großen Physis in Rennes den zentralen Sturm mit den Mittelstürmern 1,75 Meter großen Arnaud Kalimuendo und 1,80 Meter großen Amine Gouiri erweitern beziehungsweise ergänzen.
Im September 2023 folgten in seiner Fußballkarriere weitere Spieldebüts in der Ligue 1, danach im Europapokal in der UEFA Europa League, wobei er im Europa-League-Spiel, auch zu seinem (Europapokal-)Tordebüt und Startformationsdebüt für Rennes kam und zu einem 3:0-Spielsieg beitrug. Mit diesem Europapokalspiel erhöhte Yıldırım mit seinem Startformations- und gleichzeitigen Tordebüt gemäß L’Équipe den Konkurrenzkampf im Sturmzentrum der Rennaises.
Im Sommer 2024 wurde Yıldırım für ein Jahr an den FC Getafe ausgeliehen.

### Nationalmannschaft

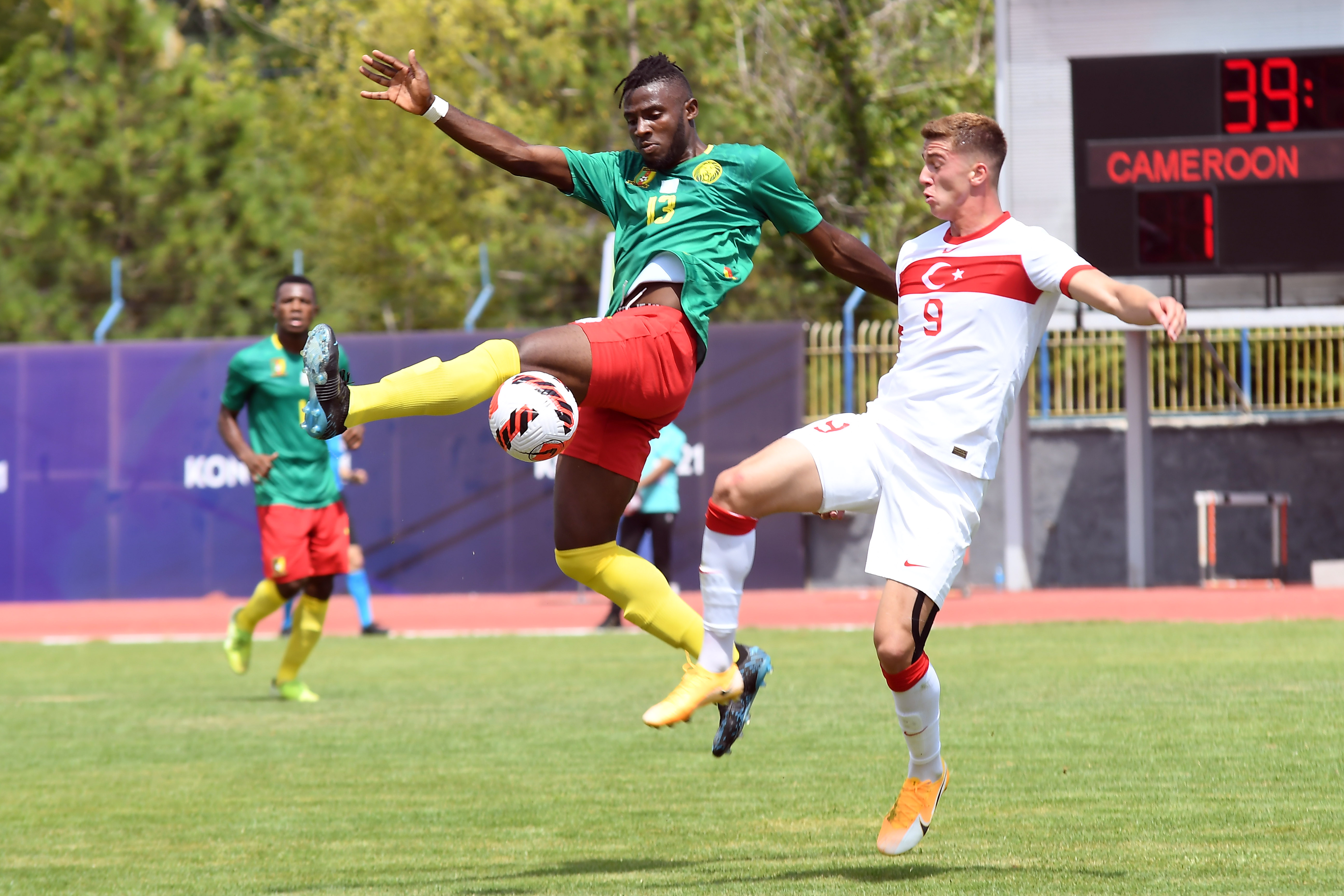
Yıldırım während Islamic Solidarity Games (rechts, August 2022)

Nach seinem Süper-Lig-Tordebüt im Mai 2022 wurde Yıldırım ein Tag später erstmals für die türkische U21-Nationalmannschaft nominiert. Im Folgemonat startete er im Alter von 19 Jahren mit zwei U21-Länderspieleinsätzen und seinem erzielten ersten Länderspieltor in den Qualifikationsspielen der U21-Europameisterschaft 2023 seine Nationalmannschaftskarriere. Im weiteren Verlauf des Jahres gehörte Yıldırım im August zur U23-Turnierauswahl der Türkei beim Fußballturnier der Islamic Solidarity Games, wobei er zu zwei Einsätzen von möglichen fünf Turnierspielen kam und gewann mit seiner Mannschaft die Goldmedaille der Spiele.
Anfang September 2023 wurde Yıldırım mit 21 Jahren nach seinem Vereinswechsel zum französischen Erstligisten Stade Rennes unter dem A-Nationaltrainer Stefan Kuntz erstmals für die türkische A-Nationalmannschaft berufen für ein Länderspiel der UEFA-Euro-2024-Qualifikation und für ein Ländertestspiel. Gleich im nächstfolgenden A-Länderspiel gab Yıldırım im Qualifikationsspiel als Jokerspieler sein A-Länderspiel- und A-Länderspieltordebüt, indem er in der Schlussphase des Länderspiels als Einwechselspieler das entscheidende 1:1-Ausgleichstor und Endstand erzielte, damit wendete er die mögliche Länderspiel-Niederlage gegen Armenien ab. Nach seinem erfolgreichen Einstand erzielte er im nächsten A-Länderspiel gegen Japan sein nächstes A-Länderspieltor.

## Erfolge
- U23-Turnierauswahl der Türkei
  - Islamic Solidarity Games (5. Ausgabe – ausgetragen 2022): Goldmedaille[22]